# Macromitrium macrothele
Macromitrium macrothele är en bladmossart som beskrevs av C. Müller 1848. Macromitrium macrothele ingår i släktet Macromitrium och familjen Orthotrichaceae. Inga underarter finns listade i Catalogue of Life.